# Mihai
Mihai ist als eine rumänische Form von Michael ein rumänischer männlicher Vorname.

## Namensträger

### Vorname
- Mihai I. (1921–2017), rumänischer König
- Mihai Adam (1940–2015), rumänischer Fußballspieler
- Mihai Bobocica (* 1986), italienischer Tischtennisspieler
- Mihai Boțilă (* 1952), rumänischer Ringer
- Mihai Brediceanu (1920–2005), rumänischer Komponist, Dirigent und Musikwissenschaftler
- Ioan Mihai Cochinescu (* 1951), rumänischer Schriftsteller, Drehbuchautor, Regisseur, Fotograf und Hochschullehrer
- Mihai Covaliu (* 1977), rumänischer Fechter
- Mihai Eminescu (eigentlich Mihail Eminovici; 1850–1889), rumänischer Dichter
- Mihai Frățilă (* 1970), rumänischer Geistlicher
- Mihai Ghimpu (* 1951), moldawischer Politiker
- Mihai Ivăncescu (1942–2004), rumänischer Fußballspieler
- Mihai Mocanu (1942–2009), rumänischer Fußballspieler und -trainer
- Mihai Nadin (* 1938), rumänischer Informatiker
- Mihai Neșu (* 1983), rumänischer Fußballspieler
- Mihai Opriș (* 1948), rumänischer Architekt und Architekturforscher
- Mihai Pop (* 1985), rumänischer Handballspieler
- Mihai Racoviță († 1744), Fürst der Moldau und der Walachei
- Mihai Șubă (* 1947), rumänischer Schachspieler
- Mihai Șutu (1730–1803), Fürst der Moldau und der Walachei
- Mihai Tararache (* 1977), rumänischer Fußballspieler
- Mihai Trăistariu (* 1976), rumänischer Sänger und Musiker
- Mihai Viteazul (1558–1601), Fürst der Walachei, rumänischer Nationalheld

### Familienname
- Alexandru Mihai (1934–2017), rumänischer Bildhauer
- Aurelia Mihai (* 1968), rumänische Videokünstlerin und Hochschullehrerin
- Dorina Mihai (* 1981), rumänische Fechterin
- Florența Mihai (1955–2015), rumänische Tennisspielerin
- Florentina Mihai (1934–2019), rumänische Malerin und Keramikerin
- Mario Mihai (* 1999), rumänischer Fußballspieler
- Nicolae Mihai (1925–1999), rumänischer Politiker
- Paulina Mihai (* 1949), deutsch-rumänische Künstlerin